# ویلیام ولش دیلویت
ویلیام ولش دیلویت (به انگلیسی: William Welch Deloitte) (زاده ۱۸۱۸ - درگذشته ۲۳ اوت ۱۸۹۸) کارآفرین و حسابدار بریتانیایی فرانسوی‌تبار بود، که در سال ۱۸۴۵ شرکت دیلویت را تأسیس کرد. وی به عنوان پدر حسابداری حرفه‌ای شناخته می‌شود. امروزه شرکت دیلویت بزرگترین ارائه‌کننده خدمات حسابرسی حرفه‌ای در جهان می‌باشد.